# 'I' and the 'me'
'I' and the 'me' je základní koncepce symbolického interakcionismu amerického filozofa a sociálního psychologa George Herberta Meada. Objektové já (Me) je to „já“, jehož si je člověk vědom. Je ustaveno postoji druhých lidí, které si jedinec osvojuje a které ovlivňují jeho chování. Je to socializovaná složka osobnosti. Subjektové já (I) vyvolává objektové já (Me) a zároveň na něj reaguje. Je neustále přítomné v paměti jako „mluvčí já“ minulé vteřiny, minuty nebo dne. Do naší zkušenosti vstupuje jako historická postava. Subjektové já objektového já je to, co jsme byli o vteřinu předtím – z objektového já se po uplynutí dané vteřiny stává já subjektové. Subjektové já si neuvědomujeme v daném momentu, ale uvědomujeme si ho až zpětně. Tyto dvě složky dohromady utvářejí osobnost

## Stádia vývoje objektového já
Meadova teorie sleduje vznik a vývoj vlastního já přes několik stadií dětství a jeho pohledy na sociální já podporuji většinu výzkumů interakcionistů. Podle Meada se sebeuvědomění zformuje ve chvíli, kdy jsme schopni rozlišit objektové já od subjektového já.

### Malé děti
Mead věřil, že kojenci a další velmi malé děti ve skutečnosti nejsou žádným způsobem ovlivněny okolím. Naopak věřil, že malé děti se vidí jako střed jejich vlastního světa, tím pádem se nezajímají o to, co si o nich ostatní lidé myslí. Zároveň nemají schopnost vžít se do jiných lidí. Podle Meada se malé děti jako sociální bytosti nejdřív vyvíjí imitováním činů lidí ve svém okolí. Jedním ze způsobů, jak se to děje jsou jednoduché hry (play), při kterých děti napodobují chování dospělých. Malé dítě například dělá bábovičky, protože vidělo rodiče vařit, nebo dlabe lžící do hlíny a napodobuje tak činnost zahradničení.

### Děti ve věku 4–6 let
Ve věku 4–6 let se děti začínají víc soustředit na komunikaci s ostatními. Snaží se používat symboly, gesta, slova a další formy komunikace. Dětská hra se vyvíjí z jednoduché imitace do komplexnějších her (games). Děti si hrají na dospělé role a zkouší si, jaké to je být někým jiným, například si hrají na maminku a tatínka. Ačkoliv to může vypadat jako jednoduché napodobování, stejné, jako jsme viděli v předchozím stádiu, jedná se o složitější proces. Děti nejenže napodobují sociální interakce, ale jsou schopny je i vytvářet. Během tohoto stádia začínají děti přemýšlet o chování a postojích lidí jim nejbližších a začínají se vnímat jako součást společnosti.

### Děti ve věku 7–9
V následujícím stádiu začínají děti chování a postojům lidí v jejich okolí rozumět. Například pochopí, že chování lidí není založené jen na tom, čemu osobně věří, ale i na tom, co od nich společnost očekává. Také začnou rozumět tomu, že člověk může mít více rolí najednou. V tomto věku mají děti tendenci se spíše účastnit organizovaných komplikovanějších her (game) než her jednoduchých (play). Aby se děti naučily hrát organizované hry (game), musí rozumět pravidlům jednoduchých her, pojetí spravedlnosti a rovnoměrné účasti. Zároveň začínají rozumět obecným hodnotám a morálce.

## Kritika
Meadova teorie objektového já (Me) byla kritizována z různých důvodů. Zaprvé, někteří podotýkají, že eliminuje všechny biologické vlivy na vývoj osobnosti, přestože je zřejmé z biologie a neurovědy, že má biologický základ. Avšak tato kritika nebere v potaz, že Meadova představa „I“ se týká nesocializovaných malých dětí. Zadruhé, Meadova teorie závisí na tom, že složky „I“ a „Me“ spolupracují, aby zajistily hladké fungování osobnosti. Kritici upozorňují, že to bagatelizuje vnitřní napětí a konflikt, který lidé prožívají. Nakonec Meadovo vysvětlení nepočítá s nevědomou myslí jako hnací silou lidského chování a následně vynechává koncept represe, který je zásadní pro psychoanalytickou praxi.

## Současný význam
Meadova práce byla velmi důležitá pro vývoj sociologie. Právě Meadovi náleží první skutečně sociologická teorie formování osobnosti, která trvala na tom, že abychom rozuměli sami sobě, musíme začít se sociálním procesem lidské interakce. Tím ukázal, že osobnost není nedílnou součástí naší biologické podstaty, ani nevychází z vývoje lidského mozku. Mead ukázal, že studie individuální osobnosti nemůže být oddělena od studia společnosti – a to vyžaduje sociologickou perspektivu.